# Борисова, Евгения Николаевна
Евгения Николаевна Борисова (1925 ― 2008) ― советский и российский учёный-филолог, доктор филологических наук, профессор Смоленского государственного педагогического института, заслуженный работник высшей школы Российской Федерации.

## Биография
Евгения Николаевна Борисова родилась 5 января 1925 года в селе Смолеевка (ныне — Ухоловский район Рязанской области). В 1946 году окончила Рязанский государственный педагогический институт, после чего работала в средней школе учителем русского языка и литературы, затем директором. Впоследствии перешла на преподавательскую работу в систему высших учебных заведений, работала в Балашовском государственном педагогическом институте и Башкирском государственном университете (ныне Уфимский университет науки и технологий).
С 1961 года проживала в Смоленске, работала в Смоленском государственном педагогическом институте. В 1979 году защитила диссертацию на соискание учёной степени доктора филологических наук по теме: «Проблемы становления и развития словарного состава русского языка конца XVI—XVIII вв.»; в том же году была утверждена профессором кафедры русского языка. В 1980—1990 годах заведовала этой кафедрой.
Одновременно с преподавательской работой Борисова активно занималась научно-исследовательской деятельностью. Опубликовала более 100 научных работ, в том числе статей, вошедших в восемь выпусков академического Словаря русского языка XI—XVII вв. Более тридцати лет Борисова изучала лексику Смоленщины и её развитие на протяжении исторического процесса. Руководила научной школой, разрабатывавшей проблемы исторической лексиографии, лексикологии, ономастики. Вместе со своими учениками Борисова составила «Региональный исторический словарь». Под её руководством было защищено 9 кандидатских диссертаций. Кроме того, она долгие годы входа в диссертационный совет по филологическим наукам.
Умерла 26 января 2008 года, похоронена на Новом кладбище Смоленска.
Была удостоена звания заслуженного работника высшей школы Российской Федерации (29.07.2002).

## Основные работы
- Борисова Е. Н. Лексика Смоленского края по памятникам письменности: Учеб. пособие / М-во просвещения РСФСР. Смол. гос. пед. ин-т им. Карла Маркса. — Смоленск, 1974.- 160 с.
- Борисова Е. Н. и др. Деловая письменность Смоленского края ХVI—ХVII вв.- Смоленск, 1991.- 72 с.
- Борисова Е. Н. и др. Деловая письменность Смоленского края XVIII в. — Смоленск, 1992.- 80 с.
- Борисова Е. Н. Смоленский край в памятниках письменности // Смоленщина на связи времён героических.- Смоленск, 1995.
- Борисова Е. Н. Слово и время: (Из истории Смоленского края по памятникам письменности) // Край Смоленский. - 1995.- № 3-4.
- Борисова Е. Н. и др. Региональный исторический словарь второй половины XVI—XVIII вв.: (По памятникам письменности Смол. края) / Смол. гос. пед. ун-т. — Смоленск, 2000.